# U 6 (U-Boot, 1935)
U 6 war ein deutsches U-Boot vom Typ II A, das im Zweiten Weltkrieg von der Kriegsmarine eingesetzt wurde.

## Geschichte
Der Bauauftrag für das Boot wurde am 2. Februar 1935 an die Deutschen Werke in Kiel vergeben. Die Kiellegung erfolgte am 11. Februar 1935, der Stapellauf am 21. August 1935, die Indienststellung unter Kapitänleutnant Ludwig Mathes am 7. September 1935.
Nach der Indienststellung gehörte das Boot bis zum September 1939 als Schulboot zum Schulverband der U-Bootschule bzw. der U-Bootschulflottille. Beim Überfall auf Polen diente es im September 1939 als Frontboot des Führers der U-Boote Ost, um dann wieder bis zum Februar 1940 als Schulboot bei der U-Bootschulflottille zu dienen. Beim Unternehmen Weserübung – der Besetzung Norwegens – wurde es von März bis April 1940 erneut als Frontboot eingesetzt. Dann kehrte es wieder zur U-Bootsschulflottille in Neustadt zurück, die dann – umbenannt in 21. U-Flottille – am 1. Juli 1940 nach Pillau verlegt wurde.
U 6 war eines der ersten Boote der Marine des Dritten Reichs und wie alle seine Schwesterboote nur in der Lage, relativ küstennah zu operieren. Nach dem Ausbruchs des Krieges wurde schnell deutlich, dass U 6 nicht in der Lage war, mit den stärkeren und schnelleren U-Booten anderer Marinen mitzuhalten, und so wurde es nach einer ersten Patrouille in der Ostsee nicht mehr auf Feindfahrt ausgesandt und erst zu Beginn der Invasion Norwegens und Dänemarks zur Unterstützung dieses „Unternehmens Weserübung“ noch einmal kurze Zeit als Frontboot eingesetzt.
Bei seinen Einsätzen in der Ostsee wurden auf U 6 Offiziersanwärter der U-Boot-Waffe ausgebildet. Einige Patrouillen brachten es im Rahmen des Unternehmens Barbarossa – des deutschen Angriffs auf die Sowjetunion – bis in sowjetische Hoheitsgewässer, aber das Boot wurde, im Gegensatz zu mehreren seiner Schwesterboote, dabei nie in Kampfhandlungen verwickelt. Im Sommer 1944, als die Treibstoff- und Versorgungsvorräte zur Neige gingen und die Reputation der Typ-II-Boote aufgrund einiger tödlicher Unfälle immer mehr nachließ, wurde U 6 außer Dienst gestellt und in Gotenhafen mit einer Minimalbesatzung stationiert. Dort blieb es, bis es im März 1945 von einem Sprengkommando an seinem Liegeplatz versenkt wurde, um eine Übergabe an die sowjetischen Truppen zu verhindern.
U 6 unternahm zwei Feindfahrten, auf denen es keine Schiffe versenken konnte.

## Einsatzgeschichte

### Erste Feindfahrt
Das Boot lief am 30. August 1939 um 4:30 Uhr von Neustadt aus und am 13. September 1939 in Kiel ein. Auf dieser fünfzehn Tage dauernden Unternehmung während des Überfalls auf Polens in der Ostsee und dem Kattegat wurden keine Schiffe versenkt oder beschädigt.

### Zweite Feindfahrt
Das Boot lief am 4. April 1940 um 12:00 Uhr von Wilhelmshaven zum Unternehmen Weserübung aus und am 19. April 1940 um 18:15 Uhr wieder dort ein. Auf dieser sechzehn Tage dauernden und circa 1.500 sm langen Unternehmung vor Lindesnes wurden keine Schiffe versenkt oder beschädigt.

## Verbleib
U 6 wurde am 7. August 1944 in Gotenhafen außer Dienst gestellt und ausgeschlachtet. Es wurde am 29. März 1945 von sowjetischen Truppen erbeutet und wahrscheinlich verschrottet. Die letzte bekannte Position war 54° 32′ N, 18° 33′ O.